# Джоули Фишър
Джоули Фишър (на английски: Joely Fisher) (родена на 29 октомври 1967 г.) е американска актриса. Позната е с ролите си Пейдж Кларк и Джой Старк съответно в ситкомите „Елън“ и „До смърт“.

## Личен живот
На 31 декември 1996 г. Фишър се омъжва за оператора Кристофър Дъди. Имат три дъщери – Скайлър Грей (родена на 14 юни 2001 г.), Три Харлоу (родена на 2 февруари 2006) и Оливия Луна (осиновена през септември 2008 г.). Фишър е и мащеха на двамата синове на Дъди – Камерън и Колин.